# Virtueller persönlicher Assistent
Ein virtueller persönlicher Assistent, virtueller Assistent (VPA oder VA) oder auch Personal Assistent übernimmt für seinen Auftraggeber (Kunde) alle Aufgaben, die aus dessen Sicht beruflich vom eigentlichen Kerngeschäft ablenken oder private Zeit kosten und nicht selbst ausgeführt werden müssen. Die Zusammenarbeit erfolgt virtuell, das heißt, der VPA interagiert mit seinen Kunden mittels moderner Informations- und Kommunikationstechnologien (IKT).

## Allgemeine Beschreibung
VPAs und VPA-Dienste (auch VPA-Agenturen) bedienen sich moderner Informations- und Kommunikationsmittel, um ihre Arbeit durchzuführen. Dank der Digitalisierung und hochleistungsfähiger Breitbandverbindungen können VPAs mittels Telefon, Mobilfunk, E-Mail und Internet die Aufgaben ihrer Kunden erledigen, unabhängig davon, wo sich der persönliche Assistent beziehungsweise der Kunde zu diesem Zeitpunkt aufhält. Daher ist die Zusammenarbeit unabhängig von der räumlichen Nähe zwischen Auftraggeber und dem virtuellen Assistenten. VPAs arbeiten für mehrere Kunden und werden von diesen flexibel für wiederkehrende oder stets unterschiedliche Aufgaben beauftragt, wann immer der Bedarf besteht. Grundsätzlich können alle Aufgaben an persönliche Assistenten abgegeben werden, die mittels der oben beschriebenen Informations- und Kommunikationsmittel durchgeführt werden können.

## Begriffsabgrenzung

### Persönlicher Assistent (private Funktion)
Ein persönlicher Assistent, ohne die Einschränkung auf die virtuelle Arbeitsweise, arbeitet für Kunden vor Ort. Der persönliche Kontakt und die lokale Nähe zum Auftraggeber ist Voraussetzung für die Zusammenarbeit. Meist arbeitet ein persönlicher Assistent ausschließlich für einen Auftraggeber und kümmert sich um Aufgaben und Erledigungen wie z. B. Terminkoordination, Reiseplanung, Einkäufe, Erledigungen. Persönliche Assistenten in dieser Form werden oft von Prominenten und vermögenden Personen beschäftigt. In den letzten Jahren bieten aber auch immer mehr lokale persönliche Assistenzdienste flexibel und nur für einzelne Aufgaben buchbar diese Dienstleistung an. Voraussetzung ist auch hier die räumliche Nähe zum Kunden. Daher ist der Einsatzradius meist auf eine bestimmte Stadt oder Region beschränkt.

### Sekretär oder persönlicher Assistent (berufliche Funktion)
Ein Sekretär ist als Angestellter fest in die Unternehmensstruktur eingegliedert und steht einem einzelnen Vorgesetzten, einem bestimmten Personenkreis oder auch einer Abteilung zur Verfügung. Ein persönlicher Assistent oder Sekretär erledigt in der Regel allgemeine Büro- und administrative Tätigkeiten wie beispielsweise Korrespondenz, Terminkoordination, Reiseplanung etc. Je nach Firmenumfeld und Zuständigkeiten können die Aufgaben aber auch in den kaufmännischen und inhaltlichen Bereich ausgeweitet sein.

### Büroservice
Ein Büroservice übernimmt für andere Unternehmen Büroarbeiten und bietet diesen einen externen Telefon- sowie Sekretariatsservice. Ein Büroservice tritt im Namen des jeweiligen Kunden auf. So werden beispielsweise eingehende Anrufe und Termine im Namen des Kunden entgegengenommen. Teilweise bieten Bürodienste den Kunden auch die Möglichkeit, Büroflächen für einen bestimmten Zeitraum zu nutzen oder die Büroadresse aus repräsentativen Zwecken als Geschäftsadresse für die eigene Korrespondenz zu nutzen. Ein Büroservice agiert in der Regel für mehrere Auftraggeber und arbeitet diesen von extern zu.

## Geschichte
Das Modell VPA existiert in den USA bereits seit einiger Zeit. Laut der International Virtual Assistants Association (ivaa) wurde der Begriff Virtual Assistance in den USA in den 90er Jahren populär. Die ivaa gibt als Entstehungsjahr der virtuellen Assistenz 1995 an, die Organisation selbst wurde 1999 ins Leben gerufen. Auch in Großbritannien hat sich der Begriff VPA bereits seit längerem etabliert. Dort wurde die International Association of Virtual Assistants (IAVA) ebenfalls im Jahr 1999 gegründet, um der Berufsgruppe eine länderübergreifende Plattform zu bieten. Doch sicherlich ebneten erst das Web-2.0-Zeitalter sowie günstige und schnelle Telefon-, Mobil- und Internetverbindungen den Weg für uneingeschränkte, virtuelle Assistenz. In Deutschland wurden VPA-Dienste erst vergleichsweise spät bekannt, unter anderem durch das im Jahr 2008 veröffentlichte Buch Die 4-Stunden-Woche von Timothy Ferriss. Nicht lange nach Erscheinen der deutschen Ausgabe wurde online in verschiedenen Foren und Blogs über das Modell VPA diskutiert und die bis dato mangelnde Existenz von deutschen Anbietern. Mit wachsendem Bedarf wurden so die ersten deutschen VPA-Unternehmen gegründet. In Deutschland starteten in den Jahren 2009 und 2010 die ersten VPA-Firmen – namentlich IVA - Ihr virtueller Assistent GmbH, Fernarbeit, Strandschicht, eAssistentin und Mein-VirtuellerAssistent (heute: my-vpa). Neben diesen Pionieren konnten sich auch kleinere Anbieter etablieren.

## Dienstleistung Virtuelle Persönliche Assistenz

### Arbeitsprozess
Sicherlich unterscheiden sich die Arbeitsweise und die spezifischen Prozessschritte bei den einzelnen Anbietern. Als grobe Prozessschritte können jedoch folgende genannt werden:
Auftragsvergabe
Die Auftragsvergabe erfolgt in Form eines Briefings an den jeweiligen VPA per Mail, Telefon, SMS etc. Je nach Art der Aufgabe und Kundenbeziehung kann dieses im Umfang sehr unterschiedlich ausfallen, beinhaltet in der Regel aber stets folgende Punkte:
- Aufgabenbeschreibung
- Zeitvorgabe
- Abgabetermin

Die Auftragsvergabe erfolgt entweder direkt an den persönlichen virtuellen Assistenten oder an einen übergeordneten Ansprechpartner, der die Aufgabe je nach erforderlichen Kompetenzen intern an den entsprechenden VPA verteilt.
Auftragsbestätigung
Nach Eingang des Briefings des Kunden wird diesem eine Auftragsbestätigung zusammen mit einer voraussichtlichen Zeitkalkulation zugeschickt. Eventuell bestehende Unklarheiten werden mit dem Auftraggeber geklärt.
Übermittlung der Arbeitsergebnisse
Die Arbeitsergebnisse werden dem Kunden vom VPA selbst oder vom jeweiligen direkten Ansprechpartner in der vereinbarten Form zum vereinbarten Abgabetermin übermittelt. Bei komplexeren oder umfangreicheren Aufgaben werden gegebenenfalls zu vereinbarten Terminen auch Zwischenergebnisse und Statusberichte übermittelt.
Abrechnung
Die Abrechnung erfolgt anbieterabhängig nach Abschluss der jeweiligen Aufgabe oder auch zum Monatsende. Abgerechnet wird entweder nach erbrachtem Aufwand zu den vereinbarten Stundensätzen oder auch in monatlichen Paketen bzw. Pauschalen. Diese werden meist dann abgeschlossen, wenn Kunden stets wiederkehrende Aufgaben oder monatlich ein großes Auftragsvolumen vergeben.

### Tätigkeitsfeld
VPAs unterstützen ihre Kunden bei den unterschiedlichsten Aufgaben. Zu unterscheiden sind vor allem die Einsatzbereiche in private sowie berufliche Aufgaben. Nachstehend beispielhaft nun einige klassische Aufgaben, die VPAs für Auftraggeber übernehmen können.
Private VPA-Aufgaben
- Reiseplanung
- Terminvereinbarung
- Erledigungen und Einkäufe
- Eventplanung und -organisation
- Concierge-Aufgaben

Berufliche VPA-Aufgaben
Allgemeine Büro- bzw. Sekretariatsaufgaben
- Korrespondenz
- Terminplanung
- Reiseplanung
- Recherchearbeiten

Allgemeine kaufmännische Aufgaben
- Erstellung von Vorlagen
- Erstellung von Präsentationen und Dokumenten
- Übersetzungen und Korrekturen
- Pflege von Datenbanken

Fachspezifische Aufgaben
- Marketing und Vertriebsmaßnahmen
- Web-Tätigkeiten (Webdesign, Online-Marketing, Blogs)
- Social Media Marketing
- Grafik und Layout
- Texte und Inhalte

Veranstaltungen und Events
- Planung und Organisation von Firmenveranstaltungen und Events

### Aufgabenstruktur
Trotz des sehr umfangreichen Tätigkeitsfelds können VPA-Aufgaben generell nach ihrem Wiederholungscharakter in einmalige und wiederkehrende Aufgaben (Routineaufgaben) unterschieden werden. Einmalige Aufgaben sind mit der Fertigstellung und Übergabe der Arbeitsergebnisse abgeschlossen. Wiederkehrende Aufgaben hingegen fallen eine bestimmte Anzahl von Stunden am Tag, in der Woche oder auch im Monat an und müssen routinemäßig erledigt werden.

### Kundenstruktur
Die Kundenstruktur und Zielgruppe von VPA-Diensten ist meist sehr breit aufgestellt: Privatpersonen, die diskret und vertrauensvoll Alltagsverpflichtungen und organisatorische Aufgaben abgeben wollen, Unternehmer und Personen in leitenden Funktionen, die ihre wertvolle Zeit nicht für Routineaufgaben einsetzen wollen, Freiberufler, die ortsunabhängig Unterstützung benötigen, Einzelunternehmer, die keine Ressourcen für die dauerhafte Beschäftigung eines Mitarbeiters haben oder auch Unternehmen, die für ein bestimmtes Outsourcing-Projekt externe Unterstützung brauchen.

### Nutzen
Als Kundennutzen können genannt werden
- Effizienteres Arbeiten durch Konzentration auf das Kerngeschäft
- Gewonnene freie Zeit durch die Abgabe von Aufgaben
- Kostenersparnis durch virtuelle Zusammenarbeit (Personalnebenkosten, Mietkosten, Reisekosten)
- Flexibler Personaleinsatz bei Bedarf
- Schnelle Unterstützung bei personellen Engpässen
- Ein fachübergreifender Ansprechpartner für verschiedene Aufgaben
- Ortsunabhängige Zusammenarbeit

## Formen von virtuellen persönlichen Assistenten
Hier kann unterschieden werden zwischen selbständigen VPAs und VPA-Diensten sowie zwischen deutschen VPA-Diensten und von Deutschland aus geführten VPA-Diensten.
Selbständige VPAs

Sie arbeiten als selbständige Einzelunternehmer auf eigene Rechnung. Die Arbeit wird meist im eigenen Home-Office ausgeübt. Aufgrund begrenzter Ressourcen agieren selbständige VPAs meist für einen kleinen Kundenkreis.
VPA-Dienste

Diese beschäftigen ein Team von VPAs. Meist hat jeder Kunde seinen persönlichen Ansprechpartner. Dieser führt die Aufgaben entweder selbst aus oder diese werden einem VPA mit entsprechenden Fachkenntnissen zugeteilt. Der Vorteil in der Zusammenarbeit mit VPA-Agenturen besteht für den Auftraggeber darin, dass verschiedene Fachkompetenzen in einem Team vereint sind. Auch müssen keine unvorhersehbaren Ausfälle befürchtet werden, da bei Abwesenheit eines VPAs ein anderer einspringen kann.
Deutsche VPA-Dienste

Diese VPA-Dienste arbeiten von Deutschland aus mit einem Team von persönlichen Assistenten. Durch die lokalen Lohnniveaus liegen die Stundensätze diese Anbieter über Anbietern, die auf VPAs im Ausland zurückgreifen. Hier kann der Auftraggeber meist auf ein qualifiziertes Team von Fachkräften aus verschiedenen Bereichen zurückgreifen.
Von Deutschland aus geführte VPA-Dienste

Einige VPA-Dienste haben zwar ihren Unternehmenssitz in Deutschland, die VPAs arbeiten jedoch aus anderen Ländern den Kunden zu. Durch das Outsourcen der Aufgaben in Niedriglohnländer profitieren Kunden von günstigen Stundenlöhnen und durch die teilweise unterschiedlichen Zeitzonen können Aufgaben zeitversetzt erledigt werden.
Butler-Apps

Ein neuer Trend heißt „Butler-Apps“. Hier wird der VPA per SMS oder mobile App mit Aufgaben beauftragt. Der Nutzer schickt seine Aufgaben an den Assistenten, welcher die Aufgaben organisiert und vermittelt. Die Menschen hinter dem Service können dank skalierbarer Technologien mehrere hundert Aufgaben pro Stunde abarbeiten. Der Kunde kann verschiedene Ansprechpartner haben.

## Qualifikation
Eine Ausbildung oder Zertifizierung zum VPA gibt es in Deutschland noch nicht. So kann sich jeder, der diese Dienstleistung anbietet, VPA nennen. Als Mindestvoraussetzung sollten VPAs Erfahrung im Bereich Office-Management haben, über ein großes Organisationstalent verfügen, multitaskingfähig und flexibel sein, geübt im Umgang mit Kunden sowie absolut zuverlässig, diskret und serviceorientiert arbeiten. Auch die Beherrschung der deutschen Sprache in Wort und Schrift ist Voraussetzung, um professionell im deutschen Markt zu agieren. Viele VPA-Dienste beschäftigen jedoch meist nur VPAs, deren Kenntnisse weit über diese Mindestvoraussetzungen hinausreichen. Dies ermöglicht es den VPA-Diensten, ein recht umfangreiches Tätigkeitsfeld abzudecken und auch inhaltlich und fachlich anspruchsvolle Aufgaben für Kunden auszuführen.

## Fachorganisationen / Verbände
- International Virtual Assistants Association (ivaa)
- International Association of Virtual Assistants (IAVA)

## Filmografie
Moderne Diener. In: ZDF-Auslandsjournal. Beitrag von Dara Hassanzadeh und Philipp Müller (Redaktion: Robert Bachem). Gesendet: 4. Juli 2008.